# Bâtiment (chanson)
Pour les articles homonymes, voir Bâtiment.
Singles de Niska
La zone est minée
(2019) Méchant
(2019)
Bâtiment est un single du rappeur français Niska extrait de l'album Mr Sal.

## Classements
| Classements (2019)                      | Meilleure position |
| --------------------------------------- | ------------------ |
| Belgique (Wallonie Ultratop 50 Singles) | 35                 |
| France (SNEP)                           | 2                  |

## Certification
| Pays   | Organisme | Certification | Seuil                         |
| ------ | --------- | ------------- | ----------------------------- |
| France | SNEP      | Diamant       | 50 000 000 équivalent-streams |